# Erythrolamprus taeniurus
Espèce
Synonymes
- Leimadophis taeniurus Tschudi, 1845
- Liophis taeniurus (Tschudi, 1845)

Erythrolamprus taeniurus est une espèce de serpents de la famille des Dipsadidae.

## Répartition
Cette espèce se rencontre entre 840 et 3 825 m d'altitude :
- en Colombie ;
- dans l'est du Pérou ;
- en Bolivie.

## Publication originale
- Tschudi, 1845 : Reptilium conspectus quae in Republica Peruana reperiuntur et pleraque observata vel collecta sunt in itinere. Archiv für Naturgeschichte, vol. 11, no 1, p. 150-170 (texte intégral).